# Spaghetti alla puttanesca

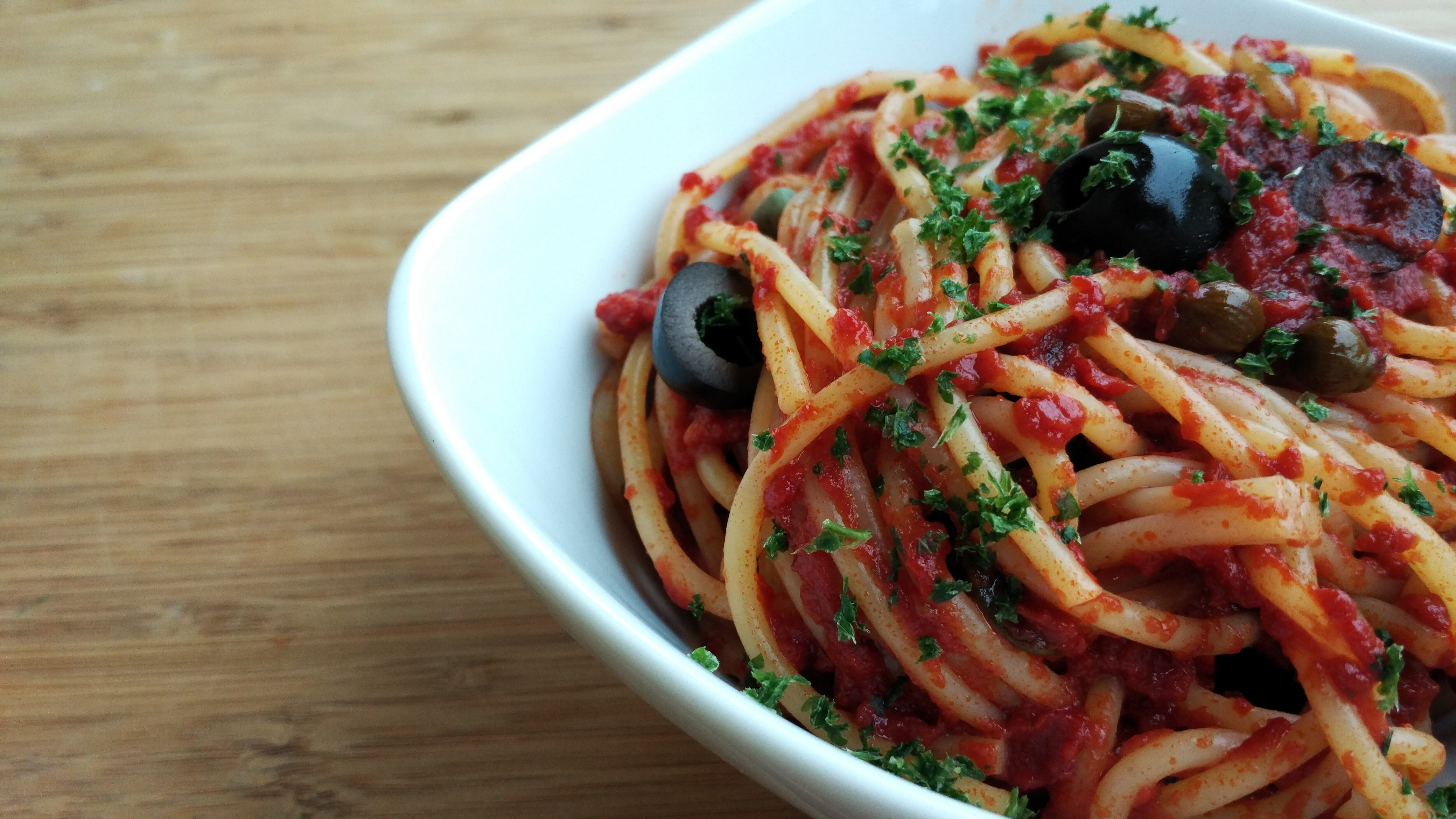
Bord spaghetti alla puttanesca

Spaghetti alla puttanesca (uitspraak: [spaˈɡetti alla puttaˈneska]; letterlijk "spaghetti op hoerenwijze" in het Italiaans) is een pittig, eerder gezouten Italiaans pastagerecht dat in het midden van de twintigste eeuw werd uitgevonden.
De ingrediënten zijn typisch voor de Zuid-Italiaanse keuken: tomaten, olijfolie, ansjovis, olijven, kappertjes en knoflook.

## Oorsprong
Er bestaan verschillende verhalen over de oorsprong van de saus, maar ze werd waarschijnlijk in het midden van de twintigste eeuw uitgevonden. De vroegste vermelding is in de Italiaanse roman uit 1961, Ferito a Morte (Dodelijk gewond) door Raffaele La Capria, waarin hij het heeft over "spaghetti alla puttanesca come li fanno a Siracusa" (spaghetti alla puttanesca zoals ze die in Syracuse maken). Volgens de Bond van Italiaanse pastamakers werd de saus populair in de jaren zestig.
In de editie van 1971 van Il cucchiaio d’argento (De Zilveren Lepel), een toonaangevend Italiaans kookboek, staat geen gerecht met deze naam. Men vindt er wel twee gelijkaardige recepten: de Napolitaanse spaghetti alla partenopea wordt gemaakt met ansjovis en royale porties oregano, terwijl aan de spaghetti alla siciliana groene paprika's toegevoegd worden. En dan is er nog een andere Siciliaanse variant die in de streek van Palermo geliefd is, en met olijven, ansjovis en rozijnen wordt klaargemaakt.
In een artikel uit 2005 van Il Golfo – een dagblad dat vooral op de Italiaanse eilanden Ischia en Procida verspreid wordt – schreef Annarita Cuomo dat de sugo (saus) alla puttanesca in de jaren vijftig werd uitgevonden door Sandro Petti, mede-eigenaar van de Rancio Fellone, een beroemd restaurant en nachtclub op Ischia. Volgens Cuomo had Petti zijn moment van inspiratie toen hij op een avond tegen sluitingsuur een groepje klanten zag zitten aan een van zijn tafels. Hij had maar weinig ingrediënten meer over en dus zei hij hun dat hij niet meer genoeg in huis had om hun een maaltijd te bereiden. Ze zeurden dat het laat was en dat ze honger hadden. "Facci una puttanata qualsiasi," of: "Maak ons om het even welk hoerenzootje," drongen ze aan. Petti vond niets anders meer dan vier tomaten, twee olijven en een paar kappertjes – de basisingrediënten voor de saus. "Dus die gebruikte ik voor de spaghettisaus" vertelde Petti aan Cuomo. Later zette Petti dit gerecht op zijn menu onder de naam spaghetti alla puttanesca.

## Basisrecept
De saus op zichzelf heet sugo alla puttanesca in het Italiaans.
Recepten variëren naar regionale voorkeuren. De Napolitaanse versie, bijvoorbeeld, wordt zonder ansjovis toebereid, terwijl aan de variant die in Lazio populair is zowel ansjovis als chilipepertjes worden toegevoegd.
Maar in de meeste gevallen is de sugo eerder zout van smaak (door de kappertjes, de olijven en de ansjovis) en behoorlijk aromatisch (door de knoflook).
Traditioneel wordt de saus geserveerd met spaghetti, maar ze past ook goed bij penne, bucatini, linguine en vermicelli.
Gehakte knoflook en ansjovis (weggelaten in de Napolitaanse versie) worden in olijfolie gesauteerd. Dan voegt men gehakte chilipepertjes, olijven, kappertjes, in blokjes gesneden tomaten en oregano toe, en zout en zwarte peper naar smaak.
Daarna laat men de saus sudderen tot ze ingekookt is, en giet men ze over de al dente gekookte spaghetti.
Een toefje peterselie vormt de perfecte afronding.

## Voetnoten
1. ↑  In deze zin is puttanata een zelfstandig naamwoord dat "iets waardeloos" betekent.